# Olympische Sommerspiele 2020/Teilnehmer (St. Vincent und die Grenadinen)
| Gelbes Symbol für Goldmedaillen mit stilisierten Olympischen Ringen | Graues Symbol für Silbermedaillen mit stilisierten Olympischen Ringen | Braundes Symbol für Bronzemedaillen mit stilisierten Olympischen Ringen |
| ------------------------------------------------------------------- | --------------------------------------------------------------------- | ----------------------------------------------------------------------- |
| —                                                                   | —                                                                     | —                                                                       |

St. Vincent und die Grenadinen nahm an den Olympischen Spielen 2020 in Tokio teil. Es war die insgesamt neunte Teilnahme an Olympischen Sommerspielen. Insgesamt nahmen drei Athleten in zwei Sportarten teil.

## Teilnehmer nach Sportarten

### Leichtathletik
Laufen und Gehen
| Athleten         | Wettbewerb | Vorlauf     | Vorlauf | Halbfinale    | Halbfinale    | Finale        | Finale        | Rang          |
| Athleten         | Wettbewerb | Zeit        | Rang    | Zeit          | Rang          | Zeit          | Rang          | Rang          |
| ---------------- | ---------- | ----------- | ------- | ------------- | ------------- | ------------- | ------------- | ------------- |
| Frauen           |            |             |         |               |               |               |               |               |
| Shafiqua Maloney | 800 m      | 2:07,89 min | 7       | ausgeschieden | ausgeschieden | ausgeschieden | ausgeschieden | ausgeschieden |

### Schwimmen
| Athleten       | Wettbewerb    | Vorlauf | Vorlauf | Halbfinale    | Halbfinale    | Finale        | Finale        | Rang |
| Athleten       | Wettbewerb    | Zeit    | Rang    | Zeit          | Rang          | Zeit          | Rang          | Rang |
| -------------- | ------------- | ------- | ------- | ------------- | ------------- | ------------- | ------------- | ---- |
| Frauen         |               |         |         |               |               |               |               |      |
| Mya de Freitas | 50 m Freistil | 28,57 s | 59      | ausgeschieden | ausgeschieden | ausgeschieden | ausgeschieden | 59   |
| Männer         |               |         |         |               |               |               |               |      |
| Shane Cadogan  | 50 m Freistil | 24,71 s | 49      | ausgeschieden | ausgeschieden | ausgeschieden | ausgeschieden | 49   |